# 拉傑比拉傑

拉杰比拉杰

拉傑比拉傑是尼泊爾的城鎮，位於該國東南部，由馬德什省負責管轄，距離首都加德滿都192公里，毗鄰與印度接壤的邊境，2001年人口30,353。
26°32′N 86°44′E / 26.533°N 86.733°E